# La Adelita (dal)

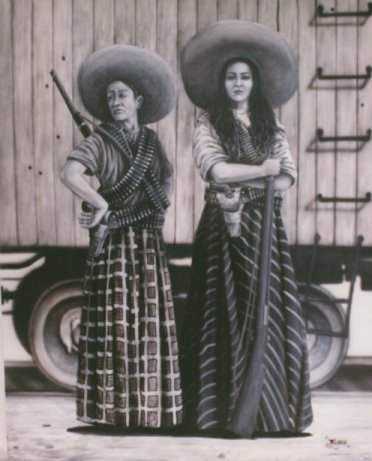
Két soldadera a mexikói forradalom idején

A La Adelita egy mexikói dal (corrido), ami a mexikói forradalom idején keletkezett, és nagy népszerűségre tett szert.

## Története
Az Adelita szó az Adela (Adél) név becézése. A dal eredete vitatott, de címe valószínűleg egy Adela Velarde Pérez de Villegas nevű nő nevéből ered, akiről többféle állítás is elterjedt. Vannak, akik szerint örömlány volt, aki a katonákkal élt, mások szerint szakácsnő vagy ápolónő. Állítólag a nő és egy Alfredo Villegas nevű ezredes szerelme 1913-ban kezdődött, ám a La Adelita nem ezért keletkezett, hanem (talán 1914-ben) írta Antonio del Río Armenta, egy sebesült katona, akit Adela ápolt. Olyan elmélet is létezik, miszerint nem Adela Velardéről, hanem egy durangói nőről szól, akibe Francisco Ignacio Madero, a forradalom kirobbantója beleszeretett, és olyan is, hogy Altagracia Martínez volt az ihletője, aki Mexikóvárosból származott, csatlakozott a forradalmárokhoz, és ők keresztelték el Adelitának. Ana María Fernández Segovia San Luis Potosí-i énekesnő viszont azt állítja, az ő nagybátyja, Antonio Segovia írta a corridót, miután 1913-ban a carranzisták arra kényszerítették, csatlakozzon a forradalomhoz.
A dal gyorsan elterjedt a forradalmárok (főként az ország északi részén harcoló villisták) táborában, gyakran énekelték csaták előtt, hogy egymást lelkesítsék. Mivel Adela Velarde chihuahuai származású volt, a dal feltehetően innen származik, bár ezt sokan kétségbe vonják, mivel szövegében megemlítik a tengert is, és Chihuahua államnak nincs tengerpartja. Arturo Medrano chihuahua zenetörténetének kutatója azonban felhívta a figyelmet, hogy a tengerpart hiányának ellenére mégis építettek hajót az államban, és több másik gyártására pedig pénzt is adtak az itteniek.
1916-ban New Yorkban már kottát is nyomtattak a dalhoz, amelyet José de Jesús Martínez készített, aki Pancho Villa testőrségének, a Doradosnak a soraiban hallotta a La Adelitát.

## Szövege
A dalnak többféle változata terjedt el. A legismertebb versszakok:
| Si Adelita quisiera ser mi esposa | Ha Adelita a feleségem szeretne lenni      |
| Si Adelita fuera mi mujer         | Ha Adelita a feleségem lenne               |
| Le compraría un vestido de seda   | Vennék neki egy selyemruhát                |
| Para llevarla a bailar al cuartel | Hogy elvigyem táncolni a kaszárnyába       |
|                                   |                                            |
| Si Adelita se fuera con otro      | Ha Adelita elmenne valaki mással           |
| La seguiría la huella sin cesar   | Követném a nyomát megállás nélkül          |
| Si por mar, en un buque de guerra | Ha tengeren, akkor hadihajón               |
| Si por tierra, en un tren militar | Ha szárazföldön, akkor egy katonai vonaton |
|                                   |                                            |
| Soy soldado y mi patria me llama  | Katona vagyok, és a hazám hív              |
| A los campos que vaya a pelear    | A harcmezőkre, ahol csatázni fogok         |
| Adelita, Adelita de mi alma       | Adelita, lelkem Adelitája                  |
| No me vayas por Dios a olvidar    | Az istenért, ne feljts el                  |
|                                   |                                            |
| Por la noche andando en el campo  | Éjjel, a mezőn járva                       |
| Oigo el clarín que toca a reunión | Hallom a harsonát, amint gyülekezőt fúj    |
| Y repito en el fondo de mi alma   | És ismétlem a lelkem mélyén                |
| Adelita es mi único amor          | Adelita az egyetlen szerelmem              |